# Вэнь (правитель Бохая)
Вэнь (личное имя Цинь-Мао) (кор. Мун-ван\Хымму) Мун — третий правитель (ван) государства Бохай, правивший в 737—794 годах. Девизы правления — Да-син (кор. Тэхын) и Бао-ли (кор. Порёк).  Он правил 57 лет, до 793 г., и его время ознаменовалось рядом реформ в государственном устройстве Пархэ. 

## Правление
Административная реформа. Страна была делена на бу (условный перевод — «подпровинции»), каждое из ко- торых делилось на области и уезды. В правление Мун-вана неоднократно переносились столицы государства: одно время королевская резиденция располагалась в «Верхней столице» Сангён провинции Ёнсу, а потом была перенесена в «Восточную столицу» Тонгён провинции Ёнвон. Возможно, это было связано с политикой укрепления королевской власти.
При дворе были учреждены три министерства самсон, занимавшиеся разработкой, публикацией и исполнением королевских указов, и шесть ведомств юкпу, отвечающих за основные направления деятельности центрального правительства: снятие и назначение на должности чиновников, ритуалы, исполнение законов, ремесла, учет населения, армию. В период расцвета армия Пархэ имела четкое деление на Центральную армию из восьми подразделений, местные войска при провинциальных административных органах и пограничные гарнизоны.
Важнейшим достижением правления Мун-вана стало признание в 762 г. статуса полноправного государства Пархэ в императорском Китае. Тогда между Пархэ и китайской династией Тан установились дружественные отношения, развивалась торговля. Основным предметом экспорта Пархэ были лошади. Этот факт дает основание говорить о важности элементов кочевой культуры в Пархэ.

## Семья
дочери:
принцесса  Чонхе, вторая дочь, скончалась в 777г.
принцесса Чонхё, четвёртая дочь, скончалась в 792 г. чьё захоронение было обнаружено в 1980, одна из гробниц горы Лунтоу в городе Хелонг, Корейский автономный округ Яньбянь, провинция Цзилинь( Kr).